# Flemløse
Flemløse er en by på Fyn med 574 indbyggere  (2024), beliggende 5 km sydvest for Glamsbjerg, 6 km nordvest for Haarby og 13 km øst for Assens. Byen hører til Assens Kommune og ligger i Region Syddanmark.
Flemløse hører til Flemløse Sogn, og Flemløse Kirke ligger i den nordlige ende af byen. Kirkelandsbyen er vokset sammen med den sydlige nabolandsby Voldtofte, som nu er en bydel i Flemløse.

## Faciliteter
Flemløse Gl. Kro fungerer som forsamlingshus med en stor festsal og to mindre krostuer. I Voldtofte findes Kongsbjerganlægget, der oprindeligt var en grusgrav, men i 1931 blev omdannet til et samlingssted. Byens fodboldklub Flemløse Boldklub har hjemmebane på byens sportsplads, hvor der er en kiosk. Klubben har to dame-seniorhold og stiller et herre-seniorhold sammen med Hårby Boldklubs fodboldafdeling.
Flemløse Sparekasse, der blev oprettet i 1886, opførte i 1974 eget domicil, som senere er udvidet to gange. Sparekassen har 2.800 kunder og 9 ansatte. Den fusionerede i 2017 med Rise Sparekasse på Ærø og er nu en filial af Rise Flemløse Sparekasse.
Flemløse Plejehjem har 27 lejligheder på ca. 45 m² og aflastningsafdelingen Liljen. Flemløse Skole blev lukket i 2011 og rummer nu Helhedsskolen Flemløse, som er et dagbehandlingstilbud til 16 normaltbegavede børn med sociale og følelsesmæssige vanskeligheder.

## Historie

### Oldtidsfund
Der har været 32 gravhøje i Flemløse Sogn, især ved Voldtofte. I Kragehul Mose er der fundet en stor samling våben, smykker, bronze- og lerkar fra omkring år 500 E.Kr. Flemløse-stenen 1 er en af de ældste danske runesten fra begyndelsen af 800-tallet. Den blev i 1598 flyttet fra en gravhøj til den nærliggende Flemløse Kirkegård. Senere blev den sprængt, og nogle brudstykker blev muret ind i kirkegårdsmuren. Flemløse-stenen 2, også kaldt Voldtoftestenen, blev fundet omkring 1840 foran porten til en gård i Voldtofte. Frederik VII flyttede brudstykker af begge sten til Jægerspris slotspark, hvor de er opstillet ved Grevinde Danners grav.

### Stationsbyen
I 1899 beskrives Flemløse og Voldtofte således: "Flemløse med Kirke, Præstegd., Skole, Forsamlingshus (opf. 1888), Sparekasse (opr. 20/2 1886...Antal af Konti 134), Mølle, Andelsmejeri, Gæstgiveri samt Jærnbane-, Telegraf-og Telefonstation; Voldtofte, ved Faaborgvejen, med Skole, Mølle og Maltgøreri;" Målebordsbladet fra 1900-tallet viser desuden et jordemoderhus.
Flemløse havde station på Assensbanen (1884-1966). Flemløse Station havde krydsningsspor med perron og et kort læssespor med dyrefold og stikspor til vandtårn, så damplokomotiverne kunne tanke op her omtrent midt på strækningen.
Stationen blev lagt midt i den kilometer åbent land, der adskilte Flemløse og Voldtofte. Kroen og mejeriet blev lagt ved stationen, og alle tre bidrog til, at de to landsbyer med tiden voksede sammen til en stationsby.
Efter nedlæggelsen af persontrafikken fortsatte godstrafikken i stadig mindre omfang til 2005. Skinnerne ligger der stadig, og siden 1985 har man kunnet køre med skinnecykler på den 28½ km lange strækning mellem Tommerup Station og Næsvej i Assens. Stationsbygningen i Flemløse er bevaret på Stationsvej 1, og "galgen" til jernbanebommen ved Kirkebjergvej findes stadig.

## Notable personer
- Peder Jacobsen Flemløse (omkring 1554-?), astronom og Tycho Brahes assistent på Hven[7]
- Th. Bang (1600-?), professor og orientalist[7] – byen har opkaldt Th. Bangsvej efter ham
- Johan Absalonsen (1985-), professionel fodboldspiller